# Snow Pink
Snow Pink é o segundo extended play do grupo feminino sul-coreano Apink. Foi lançado em 22 de novembro de 2011. A faixa "My My" foi usada para promover o EP.

## Antecedentes e lançamento
Apink lançou Snow Pink em 22 de novembro de 2011, três meses após a estreia de seu primeiro EP Seven Springs of Apink. Os principais produtores foram Sinsadong-Tiger e os produtores em ascensão Super Changttai e Rado. O tema desse álbum é "Nunca perca sua inocência como uma branca de neve". Snow Pink compartilha as mesmas características pop de Seven Springs of Apink, mas agora mostra mais um estilo do final dos anos 1990, semelhante aos grupos S.E.S. e Fin.K.L. A faixa-título é "My My", composta por Sinsadong-Tiger e Rado.

## Singles
O primeiro single do álbum foi "My My", que foi composta por Shinsadong Tiger e Rado. As promoções para a faixa começaram em 25 de novembro, no Music Bank da KBS. A canção chegou ao número 16 na tabela digital da Gaon e ao K-Pop Hot 100 da Billboard. Uma versão japonesa da faixa foi posteriormente incluída no single japonês do grupo, "NoNoNo", lançado em 22 de outubro de 2014.

## Lista de faixas
| N.º            | Título                    | Letras                 | Música                         | Duração |  |
| 1.             | "He's My Baby"            | Hyu Woo                | Hyu Woo                        | 3:10    |  |
| 2.             | "My My"                   | Rado, Shinsadong Tiger | Rado, Shinsadong Tiger         | 3:56    |  |
| 3.             | "Yeah"                    | Shinsadong Tiger       | Choi Kyusung, Shinsadong Tiger | 3:13    |  |
| 4.             | "Like a Dream" (꿈결처럼) | Hyu Woo                | Hyu Woo                        | 3:34    |  |
| 5.             | "Prince"                  | Super Changddai        | Super Changddai                | 3:49    |  |
| Duração total: | Duração total:            | Duração total:         | Duração total:                 | 17:03   |  |